# یوحنای دیلمی
قدیس یوحنای دیلمی، (سریانی: ܝܘܚܢܢ ܕܝܠܡܝܐ) قدیس و کشیش آشوری‌تبار نسطوری قرن هفتم میلادی است که صومعه‌های بسیاری را در ایران و بین‌النهرین بنا کرد.

## زندگی‌نامه
بنا بر زندگینامه سریانی یوحنای دیلمی، یوحنا در حدیثه، شهری در محل نزدیک شدن زاب بزرگ و دجله در ۶۶۰ پس از میلاد متولد شد. او در جوانی به صومعه بت آبه پیوست. بعدها او توسط دیلمیان که در جنگ با اعراب اشغالگر بودند اسیر شد و به کرانه جنوبی دریای خزر برده شد. او از اسارت رهایی یافت و به تبلیغ مسیحیت در بین ساکنان آن خطه پرداخت.
زندگینامه او معجزه‌ای در نجات جان دختر عبدالملک مروان خلیفه اموی را ذکر می‌کند. این کشیش به عنوان پاداش خواستار سرزمینی معاف از خراج در جنوب غرب ایران شد تا در آن صومعه‌ای بسازد. زندگی سریانی ذکر می‌کند که یوحنا سفری به بخدیدا داشت که در آن ساکنان اش را به مسیحیت گرواند و صومعه‌ای بنا کرد که هنوز نام او را بر خود دارد.
در راه خود به سوی فارس، او به طور معجزه آسایی حجاج بن یوسف حاکم عرب عراق را شفا داد. پس از رسیدن به بهبهان، او تعدادی از زرتشتیان را به مسیحیت گرواند و صومعه‌ای آنجا بنا کرد. او صومعه دیگری هم در نزدیکی کشکر بنا کرد که برای حل مناقشه‌ای بین کشیشان فارسی و فارسی زبان منطقه به جامعه سریانی زبان تخصیص یافت. در همین‌جا بود که یوحنا در ۲۶ ژانویه ۷۳۸ در گذشت.

## در روایات اسلامی
در روایت مناظره علی بن موسی امام هشتم شیعیان با جاثلیق، رهبر کلیسای مسیحی، یوحنا بن زبدی حواری عیسی که انجیل یوحنا بدو منسوب است، یوحنای دیلمی خوانده شده است.
علی‌بن‌موسی گفت: آیا شخص عادلى را که نزد مسیح مقام و منزلتى داشت، قبول دارى؟ جاثلیق گفت: این شخص عادل کیست؟ اسم او را بگو. علی‌بن‌موسی گفت: درباره یوحنّا دیلمی چه می‌گویى؟ جاثلیق گفت: به‌به! محبوب‌ترین شخص نزد مسیح را نام بردى. علی‌بن‌موسی گفت: تو را قسم می‌دهم آیا در انجیل چنین نیامده که یوحنّا گفت: مسیح مرا به دین محمّد عربى آگاه کرد و مژده داد که بعد از او خواهد آمد و من نیز به حواریون مژده دادم و آن‌ها به او ایمان آوردند؟ جاثلیق گفت: بله، یوحنّا از قول مسیح چنین مطلبى را نقل کرده است و نبوّت مردى را مژده داده و نیز به اهل‌بیت و وصىّ او بشارت داده است و معین نکرده که این موضوع چه زمانى اتّفاق خواهد افتاد و آنان را نیز برایمان معرفى نکرده است تا آن‌ها را بشناسیم.
جاثلیق پرسید: حواریون مسیح و نیز علمای انجیل چند نفر بودند؟ علی‌بن‌موسی گفت: از خوب کسى سؤال کردى. حواریون دوازده نفر بودند که عالم‌ترین و فاضل‌ترین آنان، اَلوقا بود. و علماى نصاری سه نفر بودند: یوحنّاى اکبر در اَج، یوحنّا در قرقیسیا و یوحنّای دیلمى در رجّاز و نام پیامبر و اهل‌بیت و امّتش نزد او بوده و هم او بود که امّت عیسى و بنى‌اسرائیل را به نبوّت محمّد و اهل‌بیت و امّتش مژده داد.